# Bausoftware
Bausoftware ist eine umfassende Bezeichnung für Branchensoftware im Bauwesen. Zielgruppen sind Architekten, Fachplaner und Ingenieure, Projektentwickler, Projektsteuerer und Bauunternehmen. Entsprechend unscharf wird der Begriff Bausoftware verwendet.
Grundsätzlich kann Bausoftware eingeteilt werden in Software für die kaufmännische Abwicklung von Bauprojekten, Software zur Unterstützung der technischen Abteilungen von Unternehmen aus dem Baugewerbe, Software für den rechnergestützten Entwurf Computer-aided architectural design, CAAD (CAD speziell für Architekten), Statiksoftware, Software zur Baustellendokumentation (Bautagebuch), Spezialsoftware für Fachplaner sowie Software zur Unterstützung der Projektorganisation.
Die kaufmännische Abwicklung von Bauprojekten weist Besonderheiten auf, die durch klassische kaufmännische Systeme nicht abgebildet werden können. So zum Beispiel die Anzahlungsbuchhaltung, den Baulohn oder die Besonderheiten der Gerätedisposition und Geräteverrechnung. Im Bereich der Architekten und Planer ist hier des Weiteren auf Honorarabrechnungsvorschriften wie zum Beispiel die HOAI zu verweisen.
Das Erstellen von Leistungsverzeichnissen, Ausschreibung und Vergabe von Teilleistungen (AVA) sind Besonderheiten der technischen Abwicklung. Die Vorgehensweisen unterscheiden sich stark von denen eines stationären Industrieunternehmens, da Bauprojekte Unikate sind und die Preisfindung primär nicht von Materialstücklisten und Maschinenkosten bestimmt wird, sondern durch Massen (zum Beispiel Beton) und Lohnanteile (zum Beispiel Einbau von Beton). Da Leistungsverzeichnisse im Baugewerbe oft Spielräume lassen, wird die Preisfindung oft auch durch vermutete mögliche Abweichungen in der angeordneten Ausführung gegenüber der ursprünglichen Planung oder durch Nachträge, also zusätzlich erforderliche und daher gesondert zu vergütende Leistungen beeinflusst.
CAD und Statiksoftware weisen wenig Besonderheiten im Vergleich zu entsprechender marktüblicher Software auf. Aber auch hier sind spezielle Anforderungen wie zum Beispiel in der Tragwerksplanung zu beachten.
Software zur Dokumentation des Bauprozesses (Bautagebuch) ist mit dem Aufkommen mobiler Datenerfassung mit Smartphone-Apps populär geworden. Architekten, Bauingenieure und andere Bauleiter sind gem. HOAI zum Führen eines Bautagebuchs verpflichtet – eine Arbeit, bei der aufgrund wiederkehrender Texte durch die Anwendung von Software eine Zeitersparnis erreicht werden kann. Auch die Fotodokumentation im Bereich des Baufortschritts und der Mängelerfassung legt die Nutzung von Software nahe. Einige Lösungen bieten auch ein Bearbeiten von Fotos (Beschriftungen mit Hinweisen und Zeichenelemente, wie Pfeile) und ein Diktieren der Protokolltexte an, sodass die Schreibarbeit nicht am kleinen Gerät auf der Baustelle, sondern später im Büro durchgeführt wird.
Fachplaner, wie zum Beispiel Planer für Heizung, Lüftung, Sanitär oder Elektroinstallation, verwenden in der Regel Software, die sowohl im zeichnerischen Bereich als auch in der Generierung von Materiallisten an die spezielle Aufgabenstellungen angepasst worden sind, jedoch auf marktgängigen CAD-Systeme aufsetzen.
Da Bauprojekte Unikate sind, sind die Anforderungen an die Projektorganisation besonders hoch. Typische Softwaresysteme zur Unterstützung der Projektorganisation sind Terminplanungssysteme (Gantt-Diagramm), Systeme zur Projektdokumentation und Projektkommunikation. Während Terminplanungssysteme bereits seit vielen Jahren Standard sind (Bauzeitenplan), wird das Thema Projektdokumentation und Projektkommunikation erst seit wenigen Jahren systematisch durch Software unterstützt. Ursachen hierfür sind die wachsende Zahl der Projektbeteiligten an großen Bauprojekten (aufgrund stärkere Spezialisierung) und die Notwendigkeit, genauer zu dokumentieren, aufgrund von Streitigkeiten unter den Projektbeteiligten.
Bausoftware-Portale geben einen Überblick speziell über Software-Produkte und Anbieter, die die Branche und ihre Anforderungen gut kennen.

## Anbieter und Produkte (Auswahl)
- Allplan: Allplan
- BIB: Bim4you
- BRZ Deutschland: BRZ 7
- Graphisoft: ArchiCAD
- ProjektPro: ProjektPro
- RIB Software: ARRIBA
- WEKA: WEKA Bausoftware
- Wiko: Wiko Bausoftware